# 2007-es európai parlamenti választás Romániában
2007. november 25-én azért került sor Romániában az európai parlamenti választásokra, mert az ország 2007. január 1-jei Európai Uniós (EU) csatlakozása után képviselőket küldhetett az Európai Parlamentbe (EP). Mivel a legközelebbi általános EP-választás csak 2009 májusában esedékes, így a 2007-ben megválasztott képviselők mandátuma rövidített, nem öt évre, hanem csak 2009-ig szól.
A választás során 18 265 000 állampolgárt vártak az urnák elé.

## A választás időpontja
Románia az EU-csatlakozási szerződésben vállalta, hogy még 2007-ben sor kerít az EP-választásra.
Az eredetileg 2007. május 13-ára tervezett szavazást még márciusban a kormány belpolitikai okokból elhalasztotta, az új időpontról augusztusban született döntés. Ezután Traian Băsescu államelnök azzal fenyegette meg a román parlamentet, hogy amennyiben nem alkotnak törvényt október 25-éig az egyéni jelöléses választási rendszerről, akkor népszavazást ír ki a kérdésben az EP-választások napjára. Mivel közben a parlament olyan törvényt hozott, miszerint nem lehet ugyanazon a napon népszavazást és EP-választást is rendezni, az EP-választás ezzel ismét veszélybe került. Băsescu államfő október 23-án mégis kiírta a másik népszavazást, s azt végül a román Alkotmánybíróság sem találta kifogásolhatónak.

## Jelöltek
13 politikai párt listája és egy független jelölt verseng a 35 EP-képviselői helyért. A szavazólapon szereplés sorrendjében ezek a következők:
1. Demokrata Párt (PD)
2. Nagy-Románia Párt (PRM)
3. Nemzeti Liberális Párt (PNL)
4. Szociáldemokrata Párt (PSD)
5. Romániai Magyar Demokrata Szövetség (RMDSZ)
6. Konzervatív Párt (PC)
7. Kereszténydemokrata Nemzeti Parasztpárt (PNŢCD)
8. Pro Európa Roma Párt (PRPE)
9. Zöld Párt (PV)
10. Nemzeti Kezdeményezés Pártja (PIN)
11. Új Generáció Pártja (PNG)
12. Liberális Demokrata Párt (PLD)
13. Szocialista Szövetség Pártja (PAS)
14. Tőkés László (független jelölt)

Előzetes számítások szerint körülbelül a szavazatok 3%-a volt szükséges egy mandátum elnyeréséhez. A pártok számára viszont 5, a független jelöltnek pedig 2,85%-os a bejutási küszöböt írtak elő.

## Kampány
Markó Béla korábban befutó helyet kínált föl Tőkés Lászlónak az RMDSZ listáján, ám a református püspök csak a lista első helyét lett volna hajlandó elfogadni. Mivel nem tudtak megállapodni, külön-külön kezdték meg az induláshoz szükséges aláírások összegyűjtését. Később az RMDSZ és Tőkés püspök kölcsönösen igyekeztek egymást lejáratni. Az RMDSZ azzal vádolta Tőkést, hogy jelöltségével megosztja az erdélyi magyarságot, amely így nem lesz képes képviselőt juttatni a brüsszeli parlamentbe. Tőkés László választási honlapján egy játék jelent meg, amelyen csótányszerű RMDSZ-es bogarakat elől kellett félreugrani a Brüsszelbe vezető úton.
Orbán Viktor bekapcsolódott Tőkés kampányába, részt vett és beszédet mondott annak több erdélyi rendezvényén.

## Előzetes közvéleménykutatási eredmények
| A közvéleménykutatás készítője              | IMAS                | INSOMAR          |
| A felmérés időpontja                        | 2007. október 10–22 | november 8–13    |
| Politikai párt                              | Várható eredmény    | Várható eredmény |
| Demokrata Pártra (PD)                       | 37%                 | 40%              |
| Szociáldemokrata Párt (PSD)                 | 18%                 | 19%              |
| Nemzeti Liberális Párt (PNL)                | 16%                 | 13%              |
| Új Generáció Pártja (PNG)                   | 8%                  | 5%               |
| Romániai Magyar Demokrata Szövetség (RMDSZ) | 6%                  | 5%               |
| Nagy-Románia Párt (PRM)                     | 6%                  | 6%               |
| Liberális Demokrata Párt (PLD)              | 5%                  | 6%               |

Az IMAS-nak megkérdezettek 66%-a nyilatkozott úgy, hogy el fog menni választani, ugyanakkor az INSOMAR-nak október közepén még a megkérdezettek 73,8%-a nem tudta megmondani, hogy mikor lesz az EP-választás.

## Eredmények
| A romániai EP-választások eredménye 2007. november 25. |                    |                    |                          |
| A szavazásra jogosultak száma                          | 18 224 597         | 18 224 597         | 18 224 597               |
| Leadott szavazatok száma                               | 5 370 171          | 5 370 171          | 29,46%                   |
| Ebből érvénytelen                                      | 246 555            | 246 555            | 4,59%                    |
| A listát állító párt(ok) neve                          | Leadott szavazatok | Leadott szavazatok | Elnyert mandátumok száma |
| A listát állító párt(ok) neve                          | száma              | százalék           | Elnyert mandátumok száma |
| Demokrata Párt (PD)                                    | 1 476 105          | 28,81%             | 13                       |
| Szociáldemokrata Párt (PSD)                            | 1 184 018          | 23,11%             | 10                       |
| Nemzeti Liberális Párt (PNL)                           | 688 859            | 13,44%             | 6                        |
| Liberális Demokrata Párt (PLD)                         | 398 901            | 7,78%              | 3                        |
| Romániai Magyar Demokrata Szövetség (RMDSZ)            | 282 929            | 5,52%              | 2                        |
| Új Generáció Pártja (PNG)                              | 248 863            | 4,85%              | –                        |
| Nagy-Románia Párt (PRM)                                | 212 596            | 4,15%              | –                        |
| Tőkés László (független jelölt)                        | 176 533            | 3,44%              | 1                        |
| Konzervatív Párt (PC)                                  | 150 385            | 2,93%              | –                        |
| Nemzeti Kezdeményezés Pártja (PIN)                     | 124 829            | 2,43%              | –                        |
| Kereszténydemokrata Nemzeti Parasztpárt (PNȚCD)        | 71 001             | 1,38%              | –                        |
| Pro Európa Roma Párt (PRPE)                            | 58 903             | 1,14%              | –                        |
| Szocialista Szövetség Pártja (PAS)                     | 28 484             | 0,55%              | –                        |
| Zöld Párt (PV)                                         | 19 820             | 0,38%              | –                        |
| Összes érvényes szavazat                               | 5 122 226          | 100%               | 35                       |

Tőkés és az RMDSZ a Székelyföldön éles csatát vívott. Kovászna megyében a püspök kapott több szavazatot, Hargita megyében kiegyenlített volt az eredmény, míg Maros megyében az RMDSZ nyert.
Az RMDSZ-es Frunda György és Sógor Csaba, a független Tőkés László mellett a PNL színeiben induló Csibi Magor is bekerült az EP-be, tehát összesen négy új magyar nemzetiségű képviselő lett. December 1-jén azonban Frunda György visszalépett a már elnyert mandátumtól, s helyette a harmadiknak jelölt Winkler Gyulát küldte az RMDSZ az EP-be.